# Monocymbium ceresiiforme
Monocymbium ceresiiforme är en gräsart som först beskrevs av Christian Gottfried Daniel Nees von Esenbeck, och fick sitt nu gällande namn av Otto Stapf. Monocymbium ceresiiforme ingår i släktet Monocymbium och familjen gräs. Inga underarter finns listade i Catalogue of Life.